# Cédric Célarier
Cédric Célarier (né le 7 août 1976 à Saint-Étienne) est un coureur cycliste français, professionnel en 2000.

## Biographie
En 1999, Cédric Célarier termine deuxième du championnat de France amateurs et quinzième du Tour de l'Avenir. Il passe ensuite professionnel en 2000 chez Saint-Quentin-Oktos, après y avoir été stagiaire,. Il quitte cependant l'équipe dès le mois de juillet. De retour chez les amateurs, il s'impose sur Paris-Auxerre en 2002. 
Après sa carrière cycliste, il se reconvertit dans le trail, où il obtient plusieurs victoires.

## Palmarès
- 1997
  - Circuit de l'Auxois
  - 2e du Tour Nord-Isère
- 1998
  - Tour du Canton de Bretenoux
  - 1re étape du Tour du Pays Roannais
  - Poly Sénonaise
  - Grand Prix de Sail-sous-Couzan
  - 2e du Grand Prix de La Londe-les-Maures
  - 2e du Circuit du Cantal
  - 2e du Tour du Pays Roannais
  - 2e du Grand Prix de Villapourçon
- 1999
  - 2e du championnat de France sur route amateurs
  - 2e du Grand Prix du Cru Fleurie
  - 2e du Grand Prix de Saint-Symphorien-sur-Coise
- 2001
  - 3e étape du Tour de Franche-Comté
  - 2e du Tour de l'Indre
  - 3e du Circuit des Ardennes
  - 3e du Ringerike Grand Prix
  - 3e du Tour de la Creuse
- 2002
  - Tour du Pays Roannais :
    - Classement général
    - 3e étape

  - Grand Prix de Charvieu-Chavagneux
  - Paris-Auxerre
  - 1re étape du Tour de la Creuse
  - Ronde du Haut-Mâconnais
  - 2e du Tour de la Creuse
  - 2e du Grand Prix du Cru Fleurie